# Ljubljana
Ljubljana (lokalt Lublana), Laibach (tyska), Lubiana (italienska), Labacum eller Aemona (latin) är Sloveniens huvudstad och dess största stad. Med 280 000 invånare är staden en av Europeiska Unionens minsta huvudstäder. Den ligger centralt i Slovenien, i Ljubljana-bäckenet mellan Alperna och Dinariska Alperna. Ljubljana-bäckenet har genom historien varit en korsväg för slavisk, germansk och latinsk kultur, vilket format och givit slovenerna deras nationella särart.
Under århundraden var Ljubljana huvudstad i den historiska regionen Krain och blev under 1900-talet Sloveniens kulturella, ekonomiska, politiska och administrativa centrum.

## Etymologi och heraldik
Ursprunget till namnet Ljubljana är oklart. En hypotes säger att det härstammar från latinets ”alluviana”, som i sig härleds till order ”eluvio”, som betyder ”flod”/”översvämning”. Ljubljana och Ljubljana-bäckenet drabbas regelbundet av stora översvämningar. Stadens tyska namn Laibach kommer av gammal högtyska och betyder ”ett vattendrag som översvämmar”. En annan hypotes menar att namnet kan härledas till det gamla slaviska ”lub” (lättförsvarad kulle med vid utsikt) och kan då syfta på borgkullen.
Att stadens stadsvapen är en drake antas vara kopplat till grekisk mytologi och legenden om Jason och argonauterna som på sin hemfärd till Grekland, efter att ha tagit det gyllene skinnet i Kolchis vid Svarta havet, seglade upp för Donaus flodsystem, där den segelbara leden slutar i Donaus biflöde Ljubljanica strax väster om Ljubljana. Där monterade de ned skeppet Agro för att följande vår bära det den korta landvägen till Adriatiska havet. De slog vinterläger vid en sjö omgiven av stora träskmarker utanför Ljubljana och attackerades av ett odjur som Jason dräpte. Det var Ljubljanadraken. En annan rimlig förklaring är att stadens symbol kommer av att borgkapellet sedan medeltiden var helgat till Sankt Göran. Enligt Sankt Görans-legenden representerar draken det gamla hedniska som betvingades av kristendomen.

## Historia

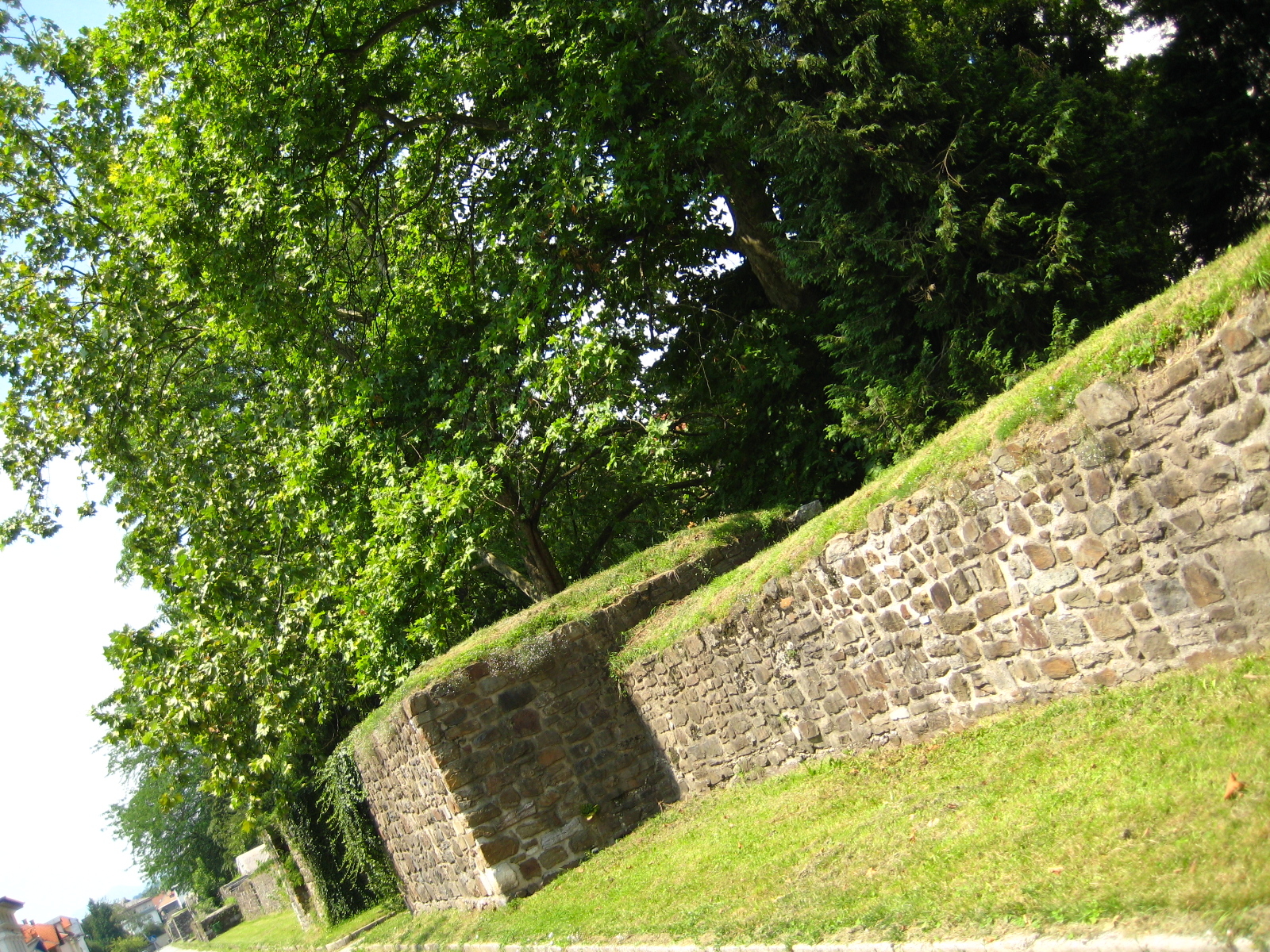
Del av grunden till Emonas stadsmur i stadsdelen Mirje.

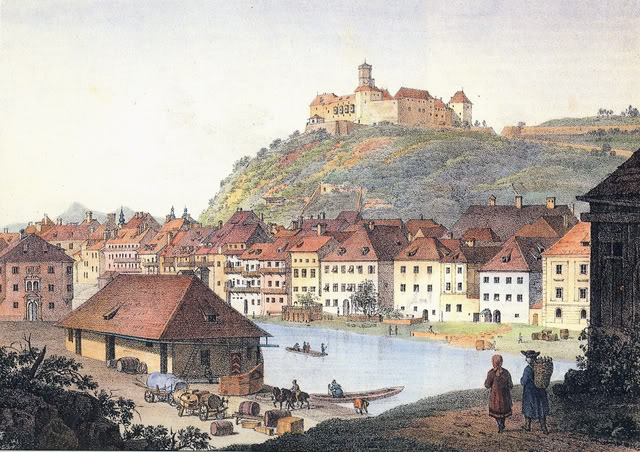
Ljubljana på 1700-talet.

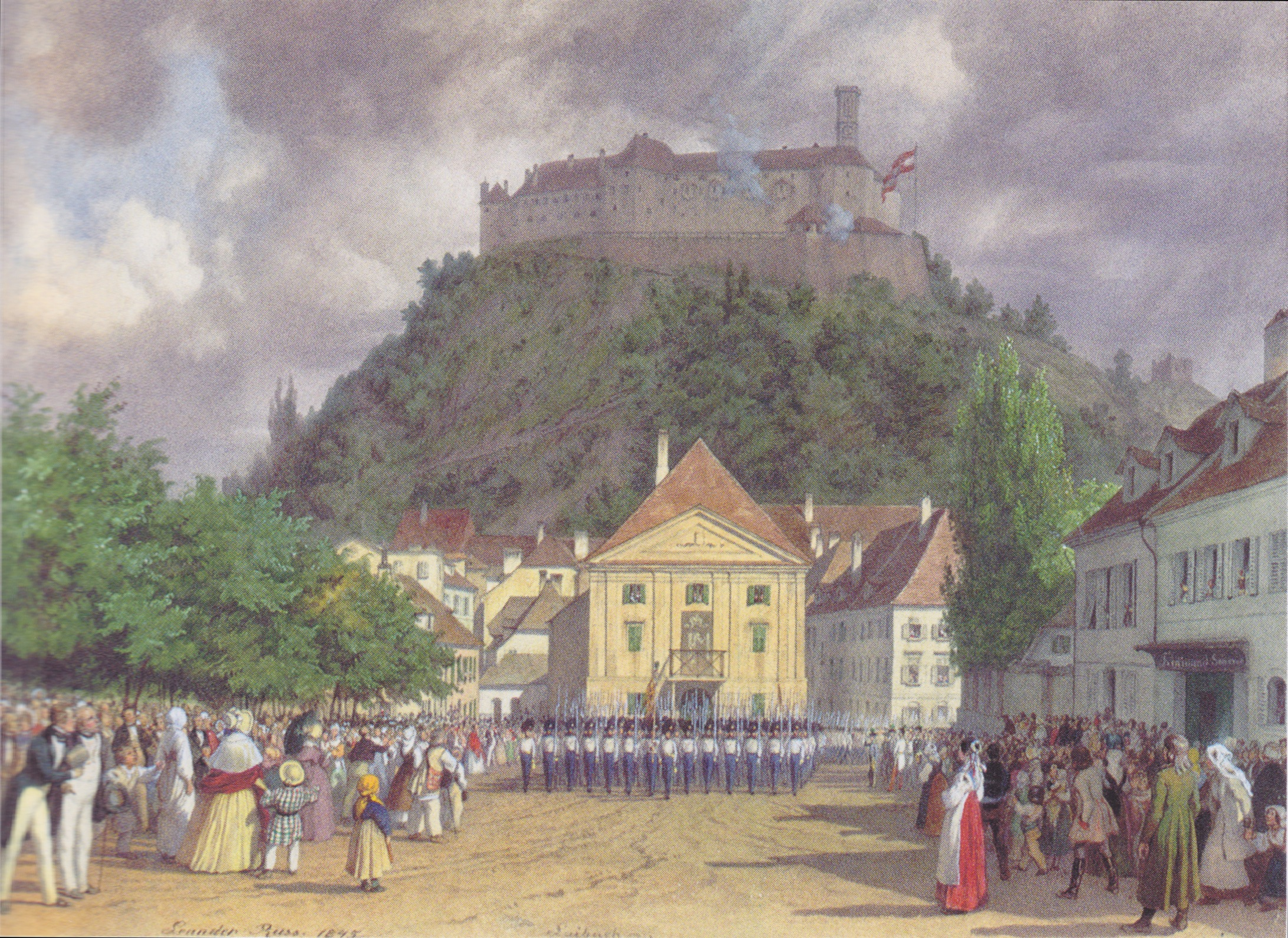
Firande under Ljubljanakongressen 1821.

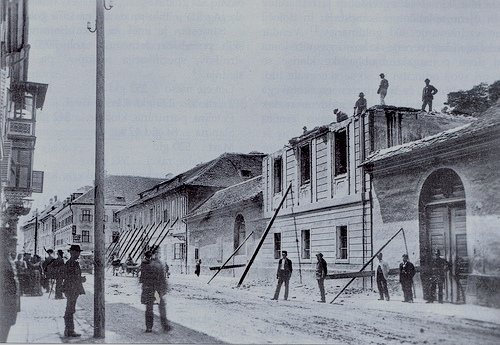
Jordbävningen 1895 förstörde mycket av stadens centrala delar och möjliggjorde ett omfattande renoveringsprogram.

Runt 2000 f.Kr fanns större pålade samhällen i Ljubljanas träsk- och sjömarker (Barje eller Morošt (”myrarna” eller ”morasen”)), alldeles inpå de södra förorterna av dagens Ljubljana. De arkeologiska fyndplatserna i Ig vid Ljubljana ingår sedan juni 2011 i Unescovärldsarvet förhistoriska pålhus i Alperna. Befolkningen hade en blandad försörjning av fiske, jakt och jordbruk. Världens äldsta kända hjul är ett trähjul med tillhörande axel som 2003 hittades i Ljubljanas träsk. Enligt C14-metoden är hjulet mellan 5100 och 5300 år gammalt. För sin ålder är det relativt avancerat.
Senare bosatte sig olika folk i Ljubljana-bäckenet, bland dem det keltisk-illyriska folket japoder och på 400-talet f.Kr. de keltiska Taurisci.
Runt 50 f.Kr. grundade romarna på platsen för dagens Ljubljana en militärbas som utvecklades till staden Iulia Aemona, mest känd under namnet Emona, och som kom att ingå i Romarrikets tionde kärnregion Regio X Venetia et Histria. År 452 förstördes Emona av hunnerna under kung Attila och samhället hade knappt återhämtat sig innan det härjades av östgoter och langobarder. Emona omgavs av en stadsmur som delvis är bevarad ännu idag, hade tempel, murade hus målade i olika färger, centralvärme och vatten- och avloppssystem.
På 500-talet bosatte sig slovenernas slaviskspråkiga förfäder (alpslaver (se även Karantanien)) i stadsområdet. Under 800-talet hamnade de under frankerna och tvingades acceptera deras överhöghet. Runt år 1000 härjade ungrare i de östfrankiska landsändarna och Ljubljana drabbades vid flera tillfällen.
Man har länge trott att Ljubljana för första gången nämndes under sitt gammelhögtyska namn Leibach 1144. 2002 hittades dock en äldre förteckning på pergamentet ”Nomina defunctorum” (De dödas namn) i Udines katedral. Pergamentet dateras till mellan 1112 och 1125 och nämner att adelsmannen Rudolf av Tarcento, en domare i biskopsdömet Aquileia tilldelade en kanik 20 bondgårdar nedanför Ljubljanas slott (”castrum Leibach”). Den äldsta nedteckningen av Ljubljanas gammelslovenska namn Luwigana är från år 1146.
Exakt när Ljubljana fick sina nuvarande stadsrättigheter är inte känt, men det var inte senare än 1120. På 1200-talet bestod staden av tre distrikt: “Gamla Torget” (Stari Trg), “Nya Torget” (Novi Trg) och “Staden” (Mesto) (runt kyrkan Sankt Nicholas, byggd i romansk stil). Adelsfamiljen Spanheim, hertigar av Krain, residerade vid den tiden i Ljubljanas slott, medan den omgivande landsbygden tillhörde grevar och andra adelsfamiljer.
1270 erövrades hertigdömet Krain med dess huvudstad Ljubljana av kung Ottokar II av Böhmen. Han besegrades av den tysk-romerske kejsaren Rudolf I av Habsburg och Ljubljana blev habsburgsk egendom 1278, men grevarna av Gorizia sattes som stadens förvaltare till 1797, då direktstyre från huset Habsburg infördes. Habsburgarna gav Ljubljana flera gynnsamma handelsprivilegier, vilket lockade handelsmän och hantverkare från hela Europa att flytta till staden, även från nordliga länder som England och Sverige.

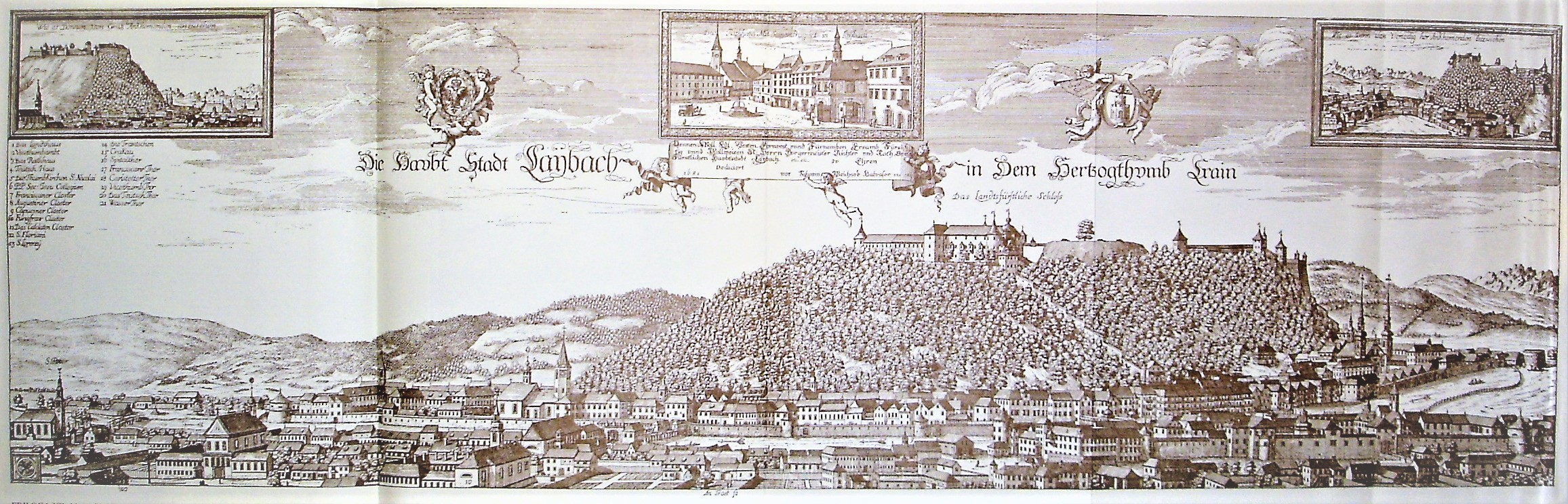
Ljubljana på baron Janez Vajkard Valvasors kopparstick från 1689.

På 1400-talet blev Ljubljana känt för sin konst. Det romersk-katolska ärkestiftet Ljubljana grundades 1461 och Sankt Nicholas blev domkyrka.  Den hade renoverats i gotisk stil efter en brand, men blev inte långvarig. Turkarna brände ned den nybyggda gotiska katedralen 1469. Efter en svår jordbävning 1511, renoverades staden i renässansstil och nya stadsmurar uppfördes. På 1500-talet var stadens befolkning runt 5 000 personer, varav 70% talade slovenska som första språk, medan majoriteten av den resterande befolkningen talade tyska.  Även italienska talades i staden.
Strax efter det att den första tryckta boken på slovenska publicerats i Tyskland (Primož Trubars Katekizem ("Katekesen”), Tübingen 1550), lät pedagogen Adam Bohorič boktryckaren Janž Mandelc (även känd under sitt förtyskade namn Hans Mannel) i Ljubljana trycka tre av sina språkböcker: Elementale Labacense oder Abecedarium der lateinischen, deutschen und slowenischen Sprache, Nomenclatura trium linguarum och Otroshia tabla. Vid den tiden hade reformationen vunnit mark i staden. Flera viktiga lutherska präster bodde och verkade i Ljubljana, bland dem Primož Trubar, Adam Bohorič och Jurij Dalmatin. Den sistnämndas bibel trycktes i tyska Wittenberg . Ungefär samtidigt tillkom det första gymnasiet och allmänna biblioteket i Ljubljana. År 1597 anlände Jesuitorden till Ljubljana och öppnade en grammatisk fakultet som blev det första universitetslärosätet i Ljubljana.
Föregångaren till slovenska konst- och vetenskapsakademien Academia operosum Labacensium grundades 1693. I slutet av 1600-talet började staden renoveras och omformas med barockens arkitektur (österrikisk barock av Salzburg- och Graz-typ, samt venetiansk barock). Utländska arkitekter och skulptörer anlände till staden. Ljubljanas filharmoniker (Academia Philharmonicorum), en av världens äldsta, grundades 1701. Bland dess hedersmedlemmar kan nämnas Joseph Haydn, Ludwig van Beethoven, Johannes Brahms och Niccolò Paganini. Gustav Mahler är en av de dirigenter som arbetade i Ljubljanas filharmoniker.

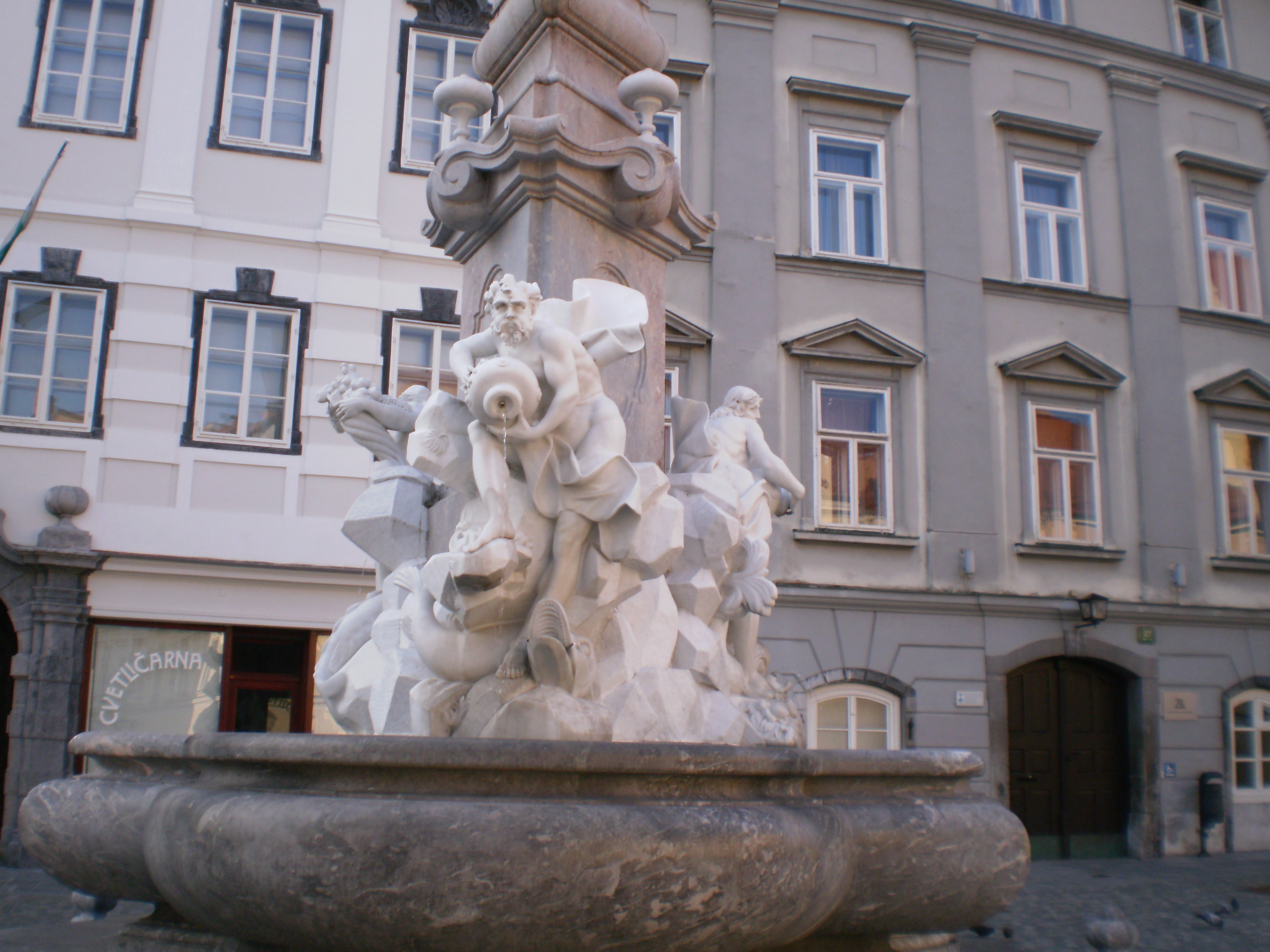
Fontänen hertigdömet Krains floder, av Francesco Robba 1752. Franceso Robba var stadens förnämsta skulptör under 1700-talet.
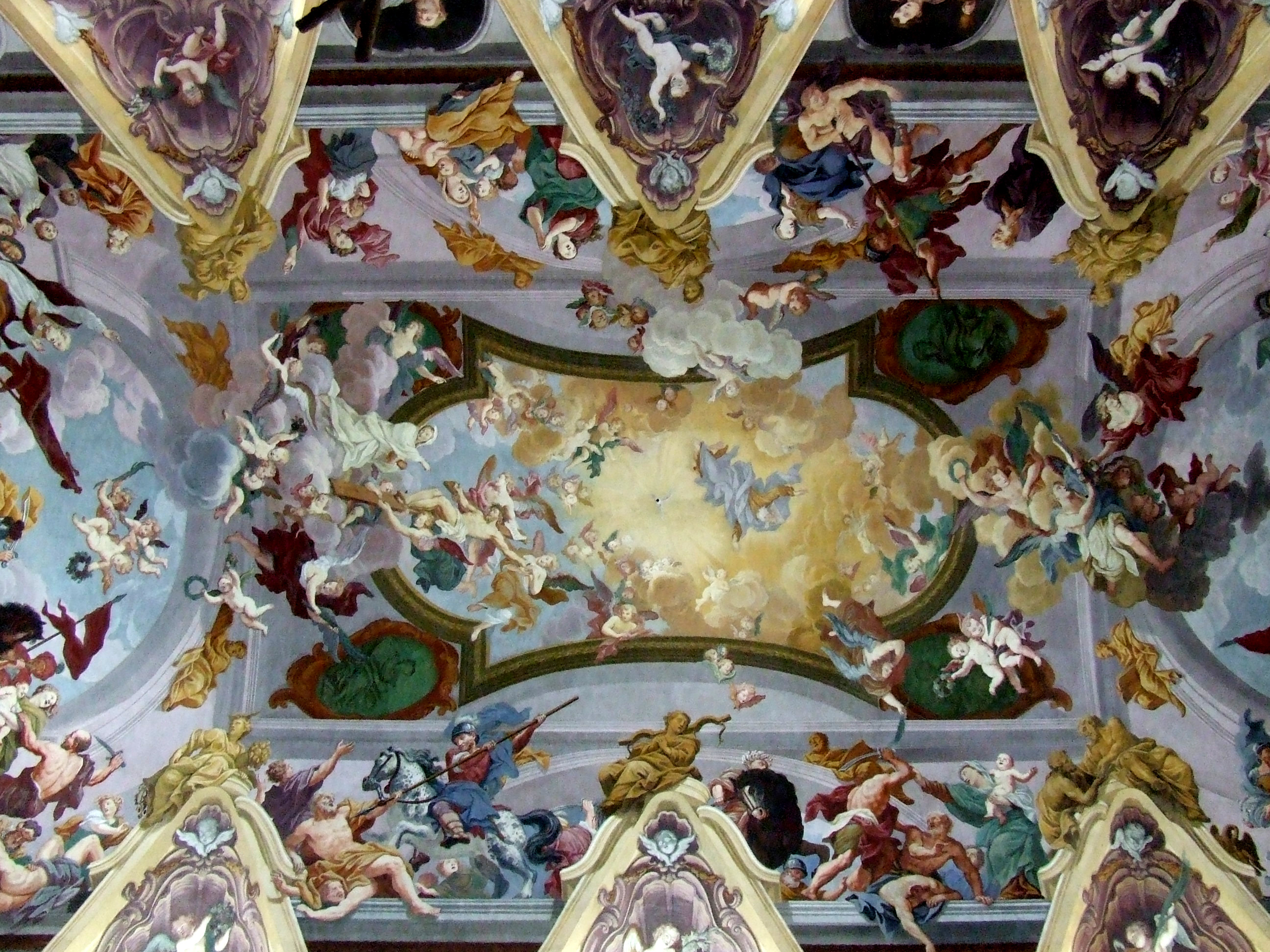
Mellan 1703 och 1706 smyckade Giulio Quaglio II takvalven i barockkatedralen Sankt Nicholas med fresker i Trompe l'œil-stil.
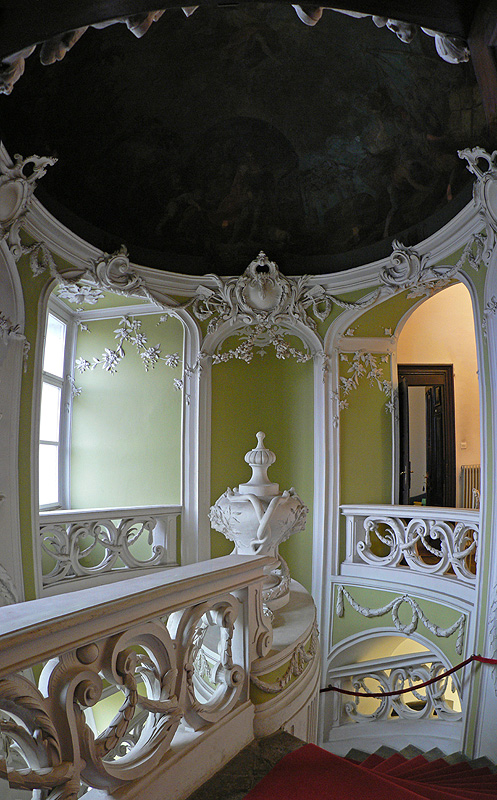
Stuckatursmyckat trapphus i familjen Grubers hus, 1700-talet.
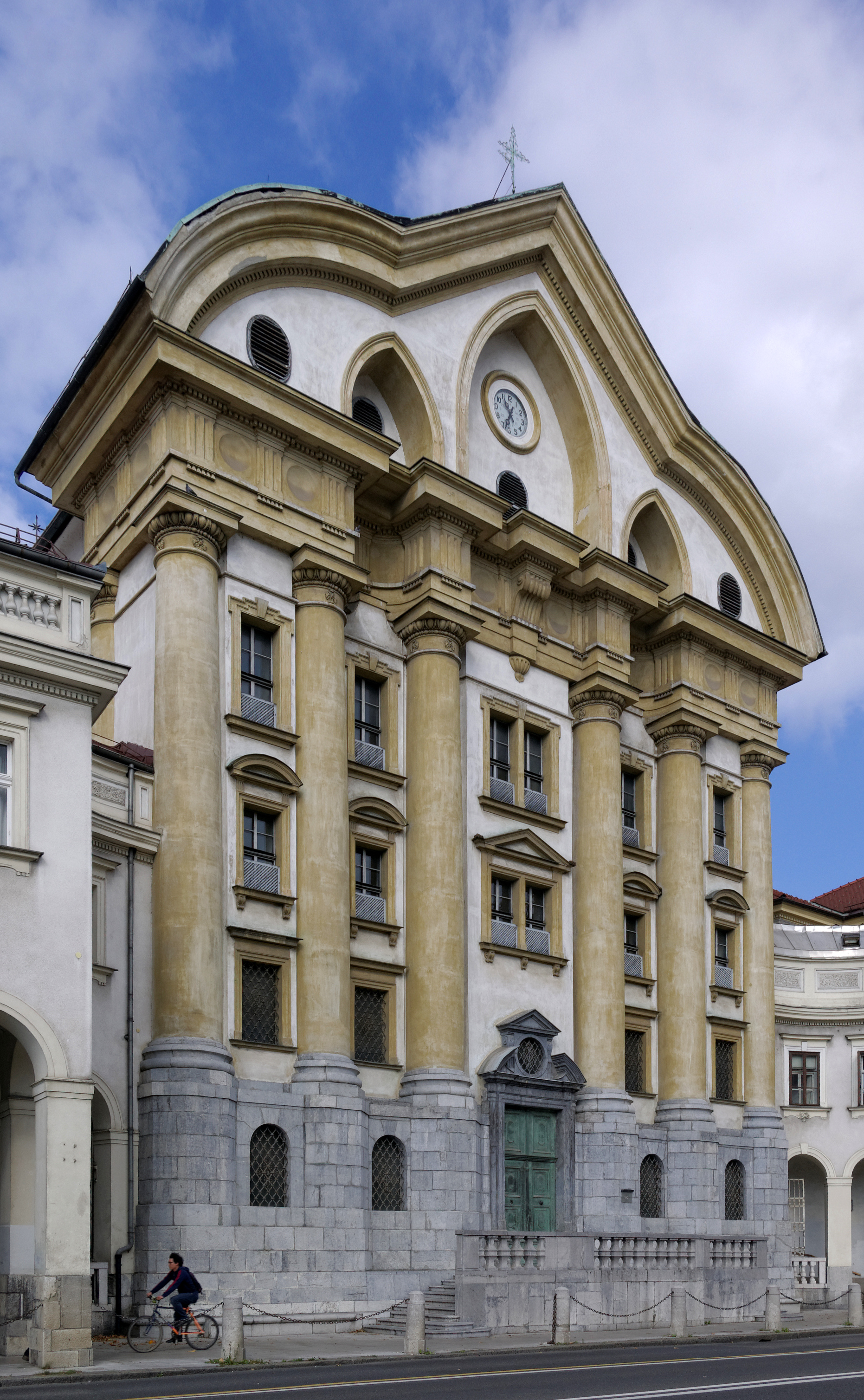
Ursuliner-nunnornas klosterkyrka Sankt Trinitas (1718-1726), venetiansk högbarock.
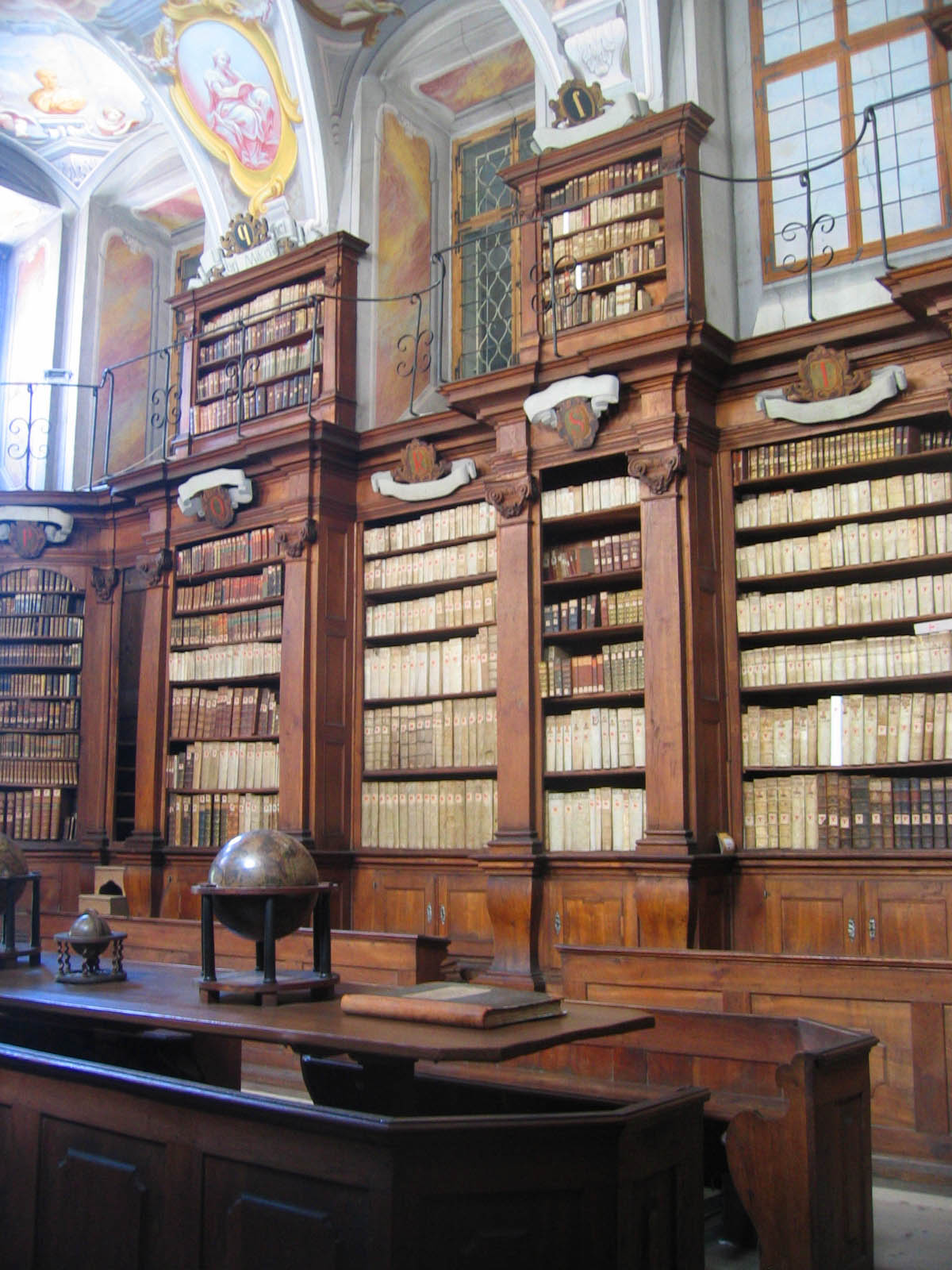
Ljubljanas första allmänna bibliotek med originalinredning från 1720-talet.

Under 1800-talet började en slovenskspråkig kulturrörelse bildas för att möta de ökade tyskhetskraven i Ljubljana/Laibach. Prästerna fick en nyckelroll när det gällde att förvalta det slovenska arvet från att helt gå under i den österrikiska kulturkretsen.
Efter Napoleons erövring blev Ljubljana huvudstad i de franska Illyriska provinserna mellan 1809 och 1813. 1815 återtog Habsburgarna staden och var mellan 1816 och 1849 det administrativa centrumet i det österrikiska kungariket Illyrien. Staden var värd för Laibach-kongressen som för lång tid framöver fastlade gränserna mellan länder i Europa. Det första tåget från Wien ångade in i Ljubljana 1849 och 1857 byggdes järnvägen ut till Trieste i det slovenska (österrikiska) kustlandet.
År 1895 drabbades åter Ljubljana, då en stad med 31 000 innevånare, av en svår jordbävning. Ungefär 10% av stadens 1 400 byggnader kollapsade, men antalet dödsoffer var litet. Under den efterföljande återuppbyggnaden, byggdes ett flertal kvarter i Wiener Sezession, den österrikiska varianten av jugend.  Den första elektriska belysningen i staden kom 1898 i samband med moderniseringarna efter jordbävningen.
Vid första världskrigets slut 1918, upplöstes Österrike-Ungern och Krain med Ljubljana hamnade i det nya kungariket Jugoslavien. 1929 blev Ljubljana provinshuvudstad i Drava Banovina, en av det jugoslaviska kungarikets provinser. 
Under andra världskriget ockuperade fascistregimen i Kungariket Italien staden och gjorde 3 maj 1941 ”Lubiana” till huvudstad i den italienska provinsen ”Provincia di Lubiana”. Efter den italienska kapitulationen 1943, tog Nazityskland med SS-generalen Erwin Rösener och hans österrikiske partikollega Friederich Rainer kontroll över Ljubljana, men formellt var staden fortfarande italiensk provinshuvudstad tills 9 maj 1945. Ockupanterna etablerade i Ljubljana kommandocentraler för quislingorganisationerna antikommunistiska frivilliga milisen under italienarna och det slovenska hemvärnet under tyskarna. Staden omgavs av över 30 km taggtråd, för att förhindra samarbete mellan den slovenska motståndsrörelsen (Frihetsfronten för det slovenska folket) inne i Ljubljana och jugoslaviska partisaner som verkade utanför taggtrådszonen. Sedan 1985 finns en minnesstig där taggtrådsbarriären en gång löpte.
Vid andra världskrigets slut 1945 tog de jugoslaviska kommunisterna över kontrollen i det som blev socialistiska republiken Slovenien med Ljubljana som huvudstad. Det jugoslaviska kommunistpartiets politik under efterkrigstiden gjorde att merparten av den tyskspråkiga befolkningen i Ljubljana och Slovenien lämnade landet och ersattes med arbetskraftsinvandring från Jugoslaviens södra republiker. Den slovenska nationens sammansättning förändrades.
Efter 1945 vidtog ett omfattande återuppbyggnadsarbete i staden. Den internationellt välkända slovenska arkitekten Jože Plečnik kom att sätta stort avtryck i Ljubljana när han under mellankrigstiden lät rita flera av stadens mest kända byggnader, såsom Ljubljanas universitetsbibliotek, med mera.
Ljubljana blev snart en av Jugoslaviens rikaste städer per capita. Slovenerna var dock mest avogt inställda till den jugoslaviska federationen, eftersom man menade att man var missgynnade av det utjämningssystem som fanns där det relativt rika Slovenien tvingades betala omfattande stöd till fattigare delar av Jugoslavien. Efter att den jugoslaviska federationen börjat knaka, först efter Titos död 1980 och sedan kring 1990, förklarade i staden 26 juni 1991 Slovenien sig självständigt. Den jugoslaviska federala armén svarade med vapen, inklusive flygbombningar mot Ljubljana. För första gången sedan 1945 var en europeisk stad utsatt för flygbombardemang. Efter tio dagar gav dock den jugoslaviska federala armén upp och Slovenien blev fritt. Ljubljana förblev Sloveniens huvudstad och en av Europas minsta huvudstäder.

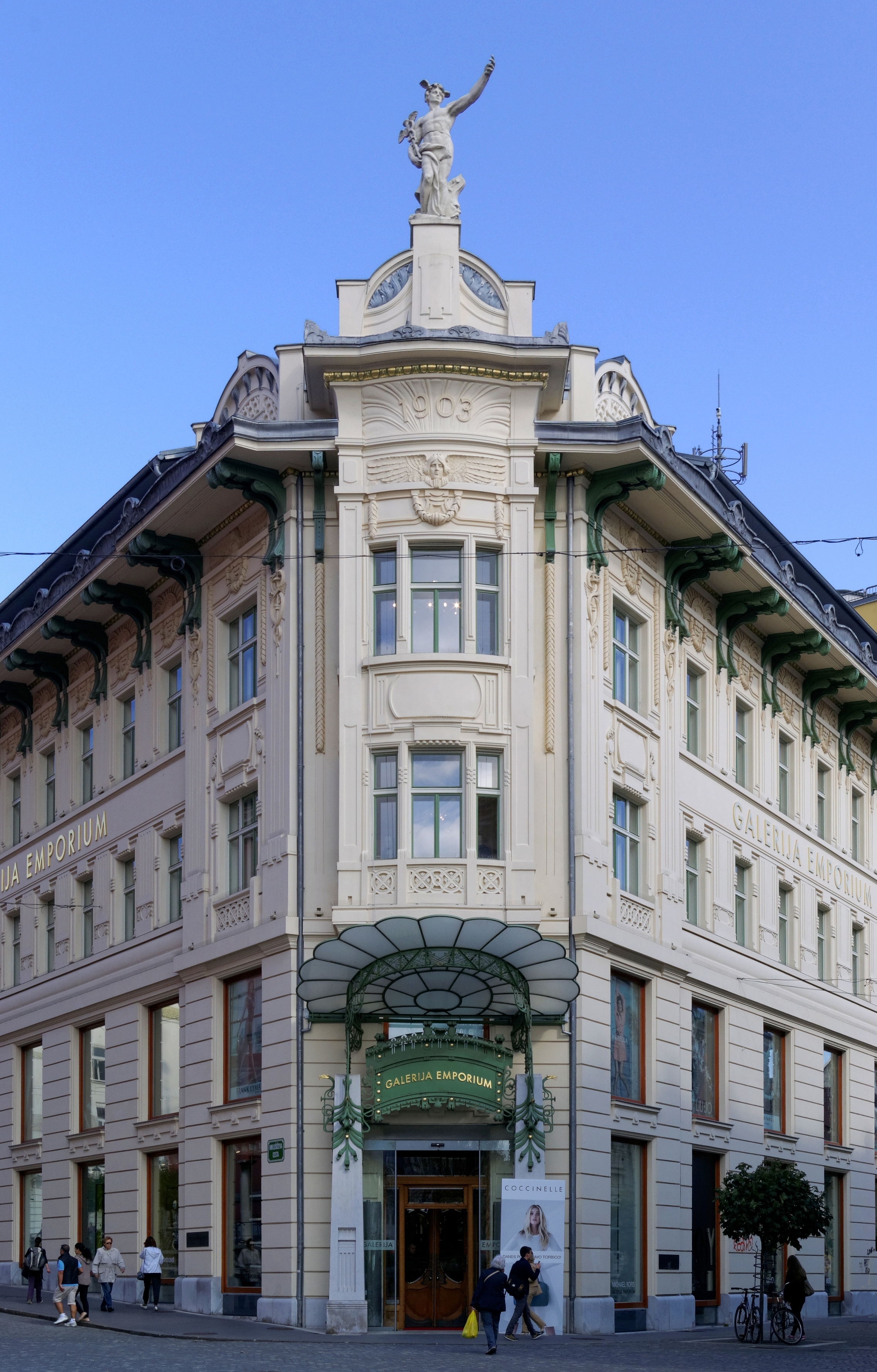
Galleria Emporium i ett exempel på en byggnad i stilen Wiener Sezession, byggd åren efter jordbävningen 1895.
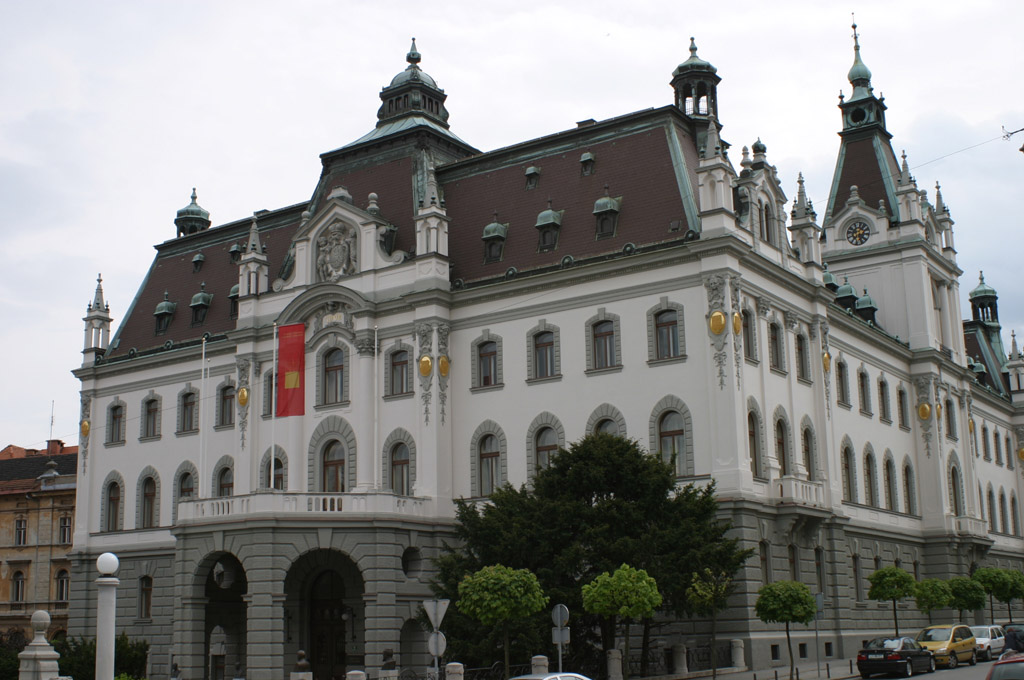
Ljubljanas universitet.

## Geografi och klimat
Staden ligger på 298 meters höjd, på en sumpig slätt vid foten av Alperna, i en tektoniskt aktiv zon. Det finns belägg för minst 60 destruktiva jordbävningar i Ljubljana-bäckenet. De mest kända är jordbävningarna som 1511 och 1895 drabbade staden och fick stora konsekvenser. Söder om staden, i Dinariska Alperna, finns stora skogar och karstområden med mycket grottor. Adriatiska havet ligger en dryg timmas bilresa bort.
Klimatet enligt Köppen är oceaniskt varmtempererat, på gräns till fuktigt subtropiskt, med visst kontinentalt inflytande . Dygnsmedeltemperaturen är cirka 3,4 grader i januari och cirka 21,9 grader i juli. Dagstemperaturer mellan 30 och 35 grader kan förekomma mellan maj och oktober och undantagsvis upp mot 40 grader i juni till augusti. Med en årsnederbörd på drygt 1 400 mm är Ljubljana Europas nederbördsrikaste huvudstad. Regionen hör också till Europas åskrikaste. Sommartid är värmeåskväder vanliga och kan vara mycket kraftiga. Under årets svalare månader är det ofta dimma i Ljubljana.
Vattendraget Ljubljanica delar Ljubljana och orsakar regelbundet översvämningar, den senaste stora 2010. De södra och västra stadsdelarna är mest utsatta för översvämningar .

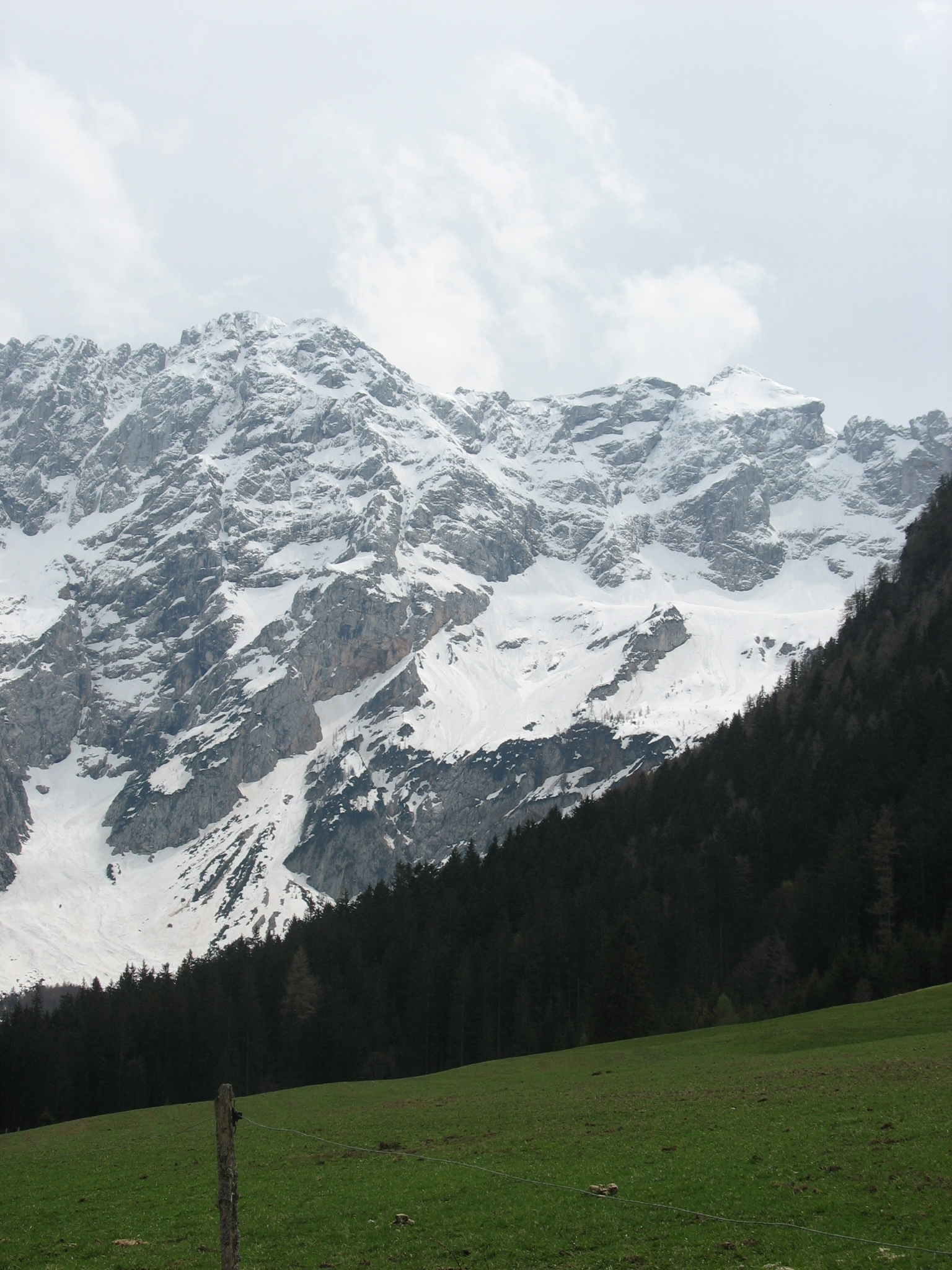
Grintovec ("det grymma berget") (2558 m) i Kamnik-Savinja Alperna ovan Ljubljana.
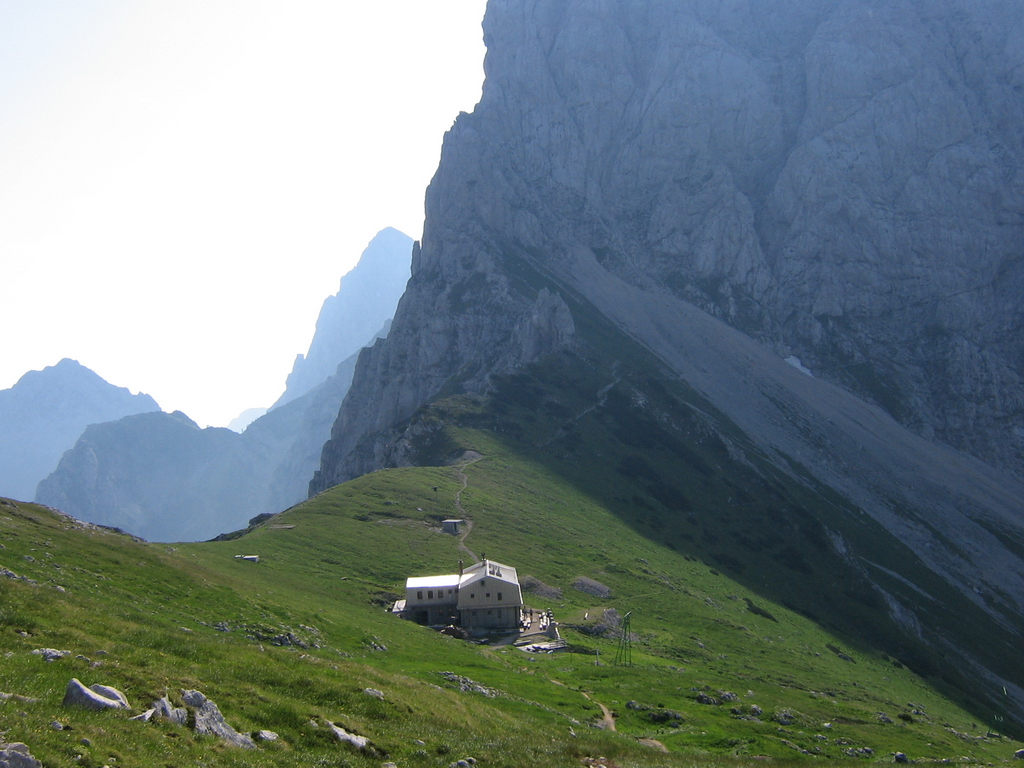
Fjällstation i Kamnik-Savinja Alperna.
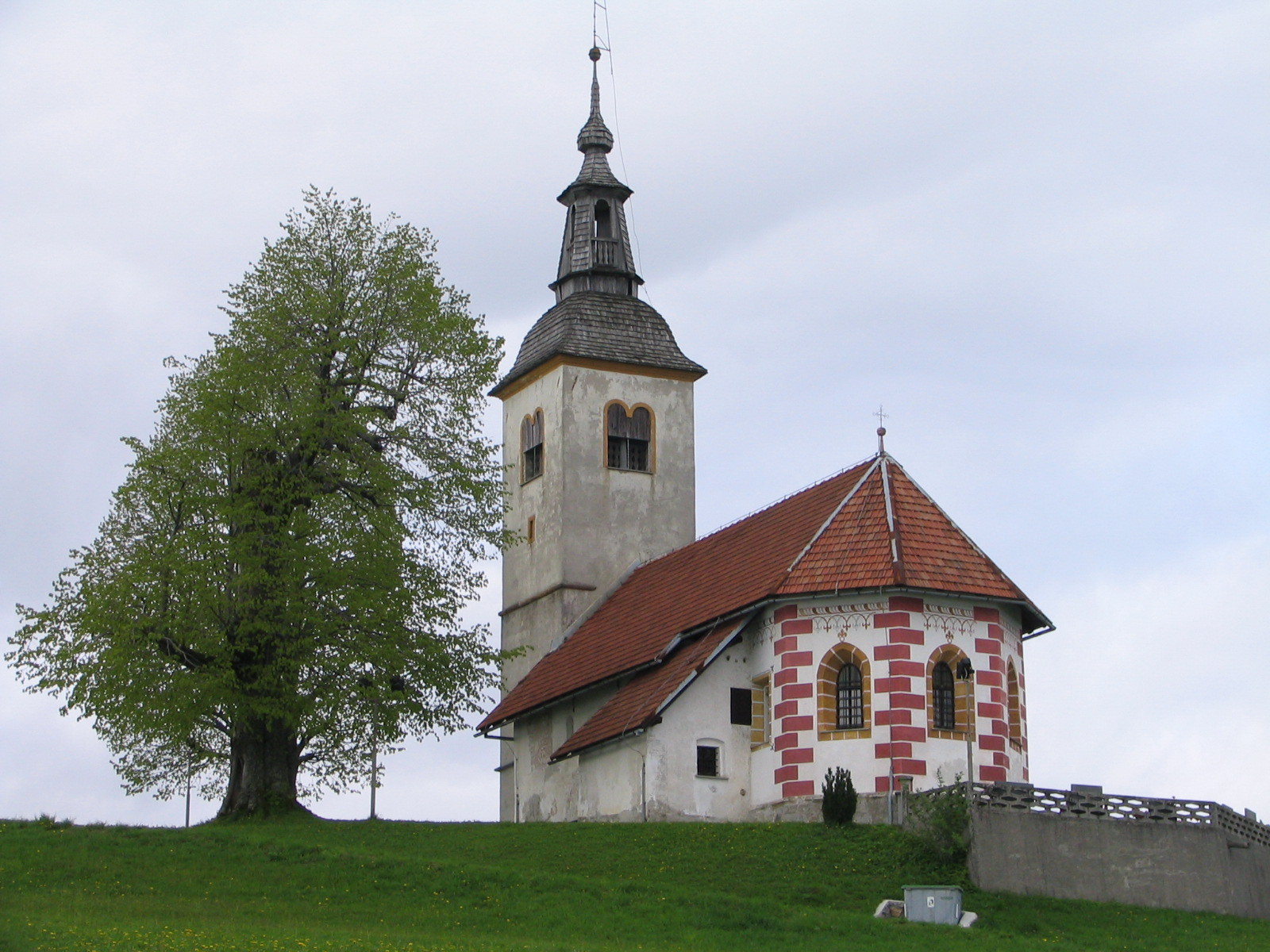
Sankt Hermagoras och Fortunatus, landsortskyrka i Koreno utanför Ljubljana. Kyrkan nämns i nedteckningar första gången 1389, men har romanska element och är därmed sannolikt äldre.
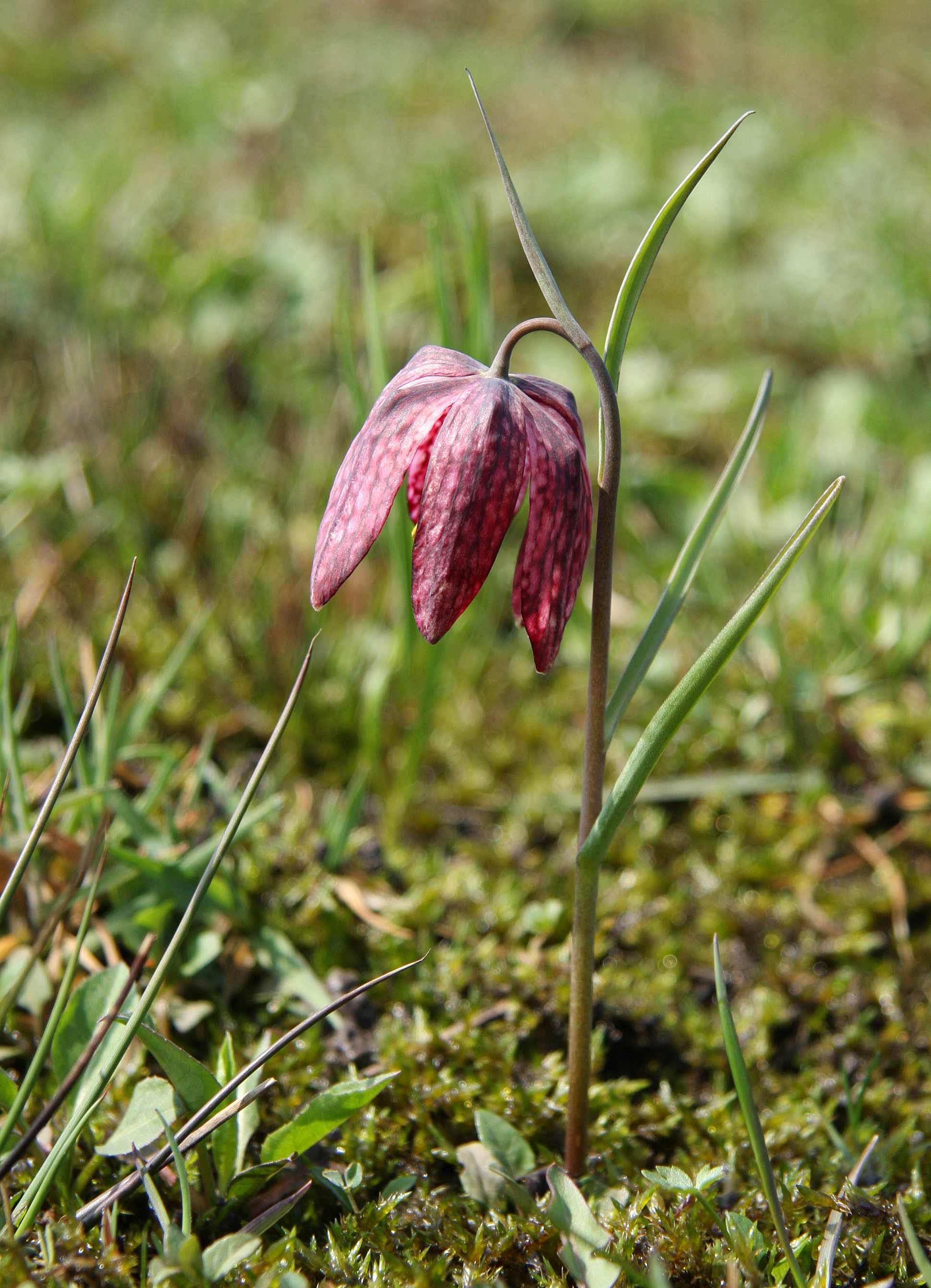
Kungsängslilja på Barje. Under våren blommar kungsängsliljor på fuktängar och sumpmarker i Ljubljana-bäckenet.
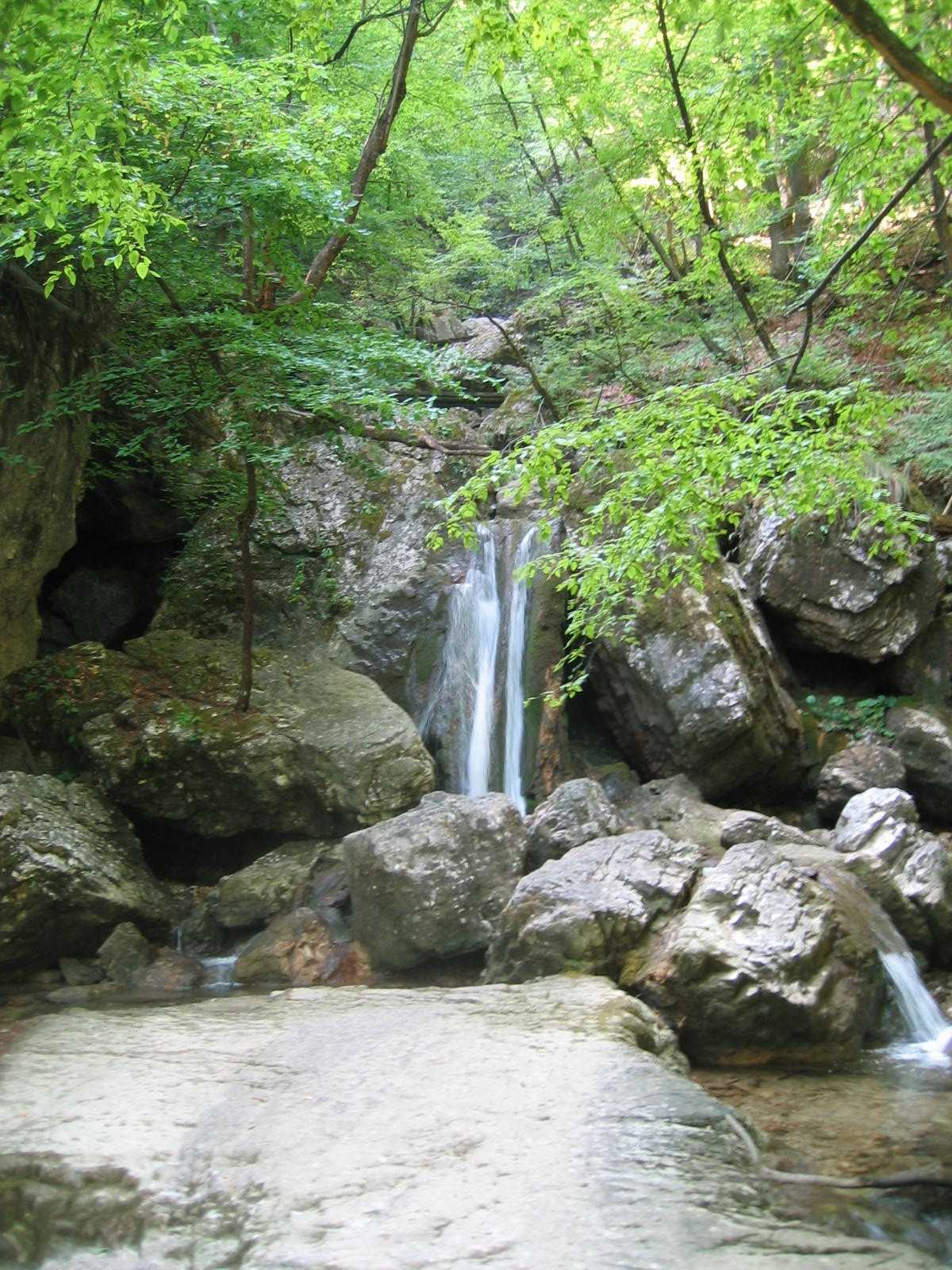
Pekel, ravin med vattenfall i södra utkanten av Ljubljana.
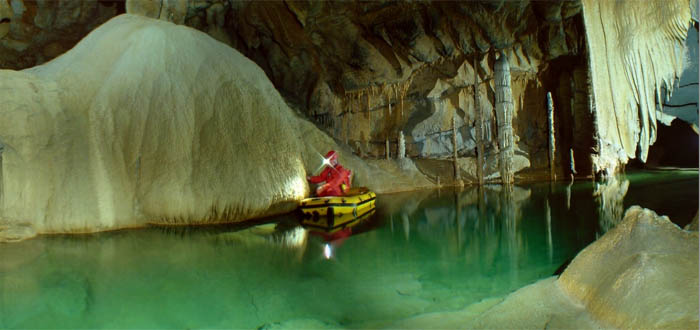
Underjordisk flod i droppstensgrottan Križna Jama i Dinariska Alperna söder om Ljubljana.

### Grönområden och parker
Ljubljana har närmare 30 hektar parker. Den största är Tivoli med 17,5 hektar, de resterande hektaren är uppdelade på totalt 28 mindre parker, som exempelvis Argentinaparken.

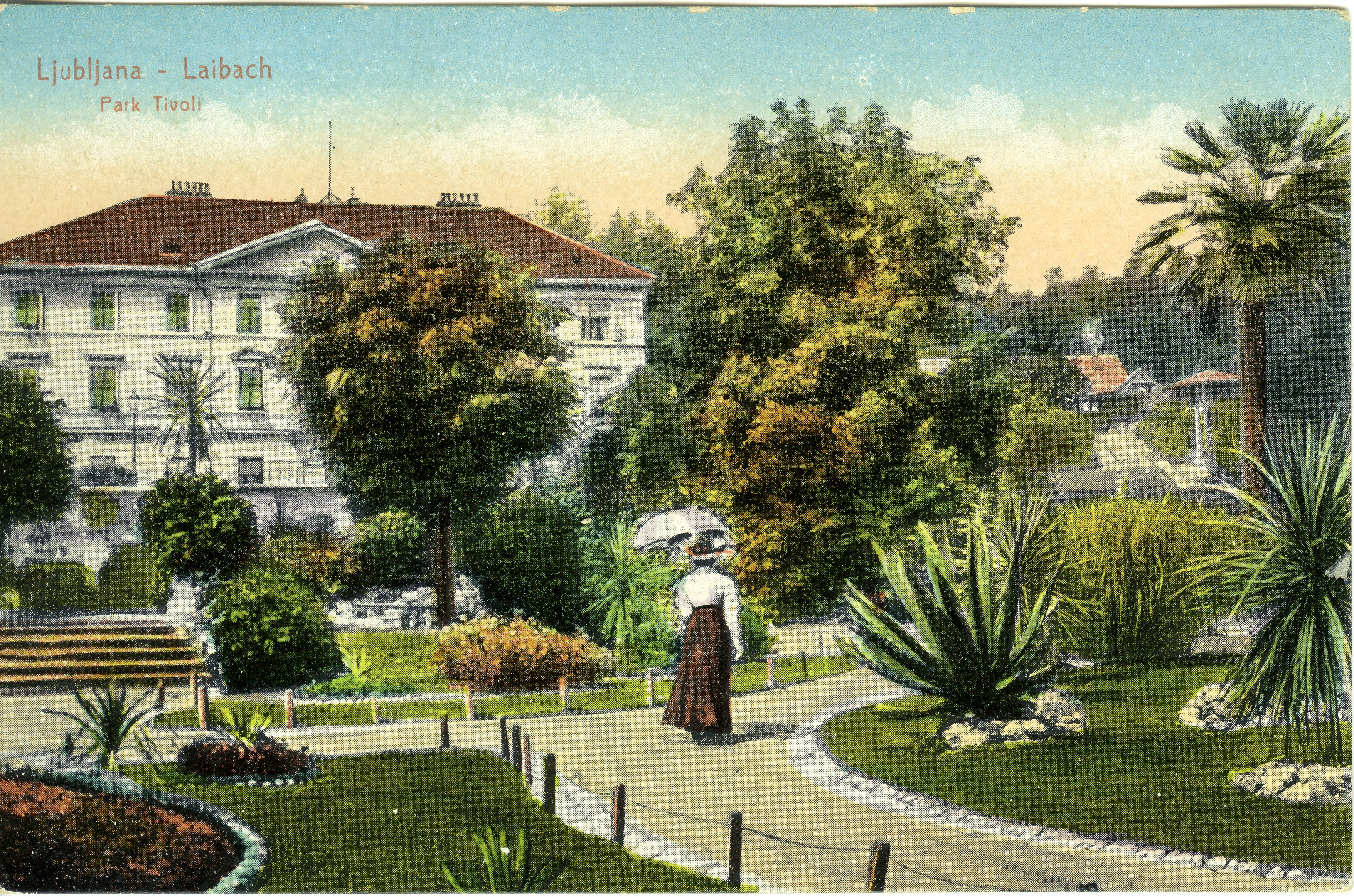
Tivoli park i Ljubljana, 1910.
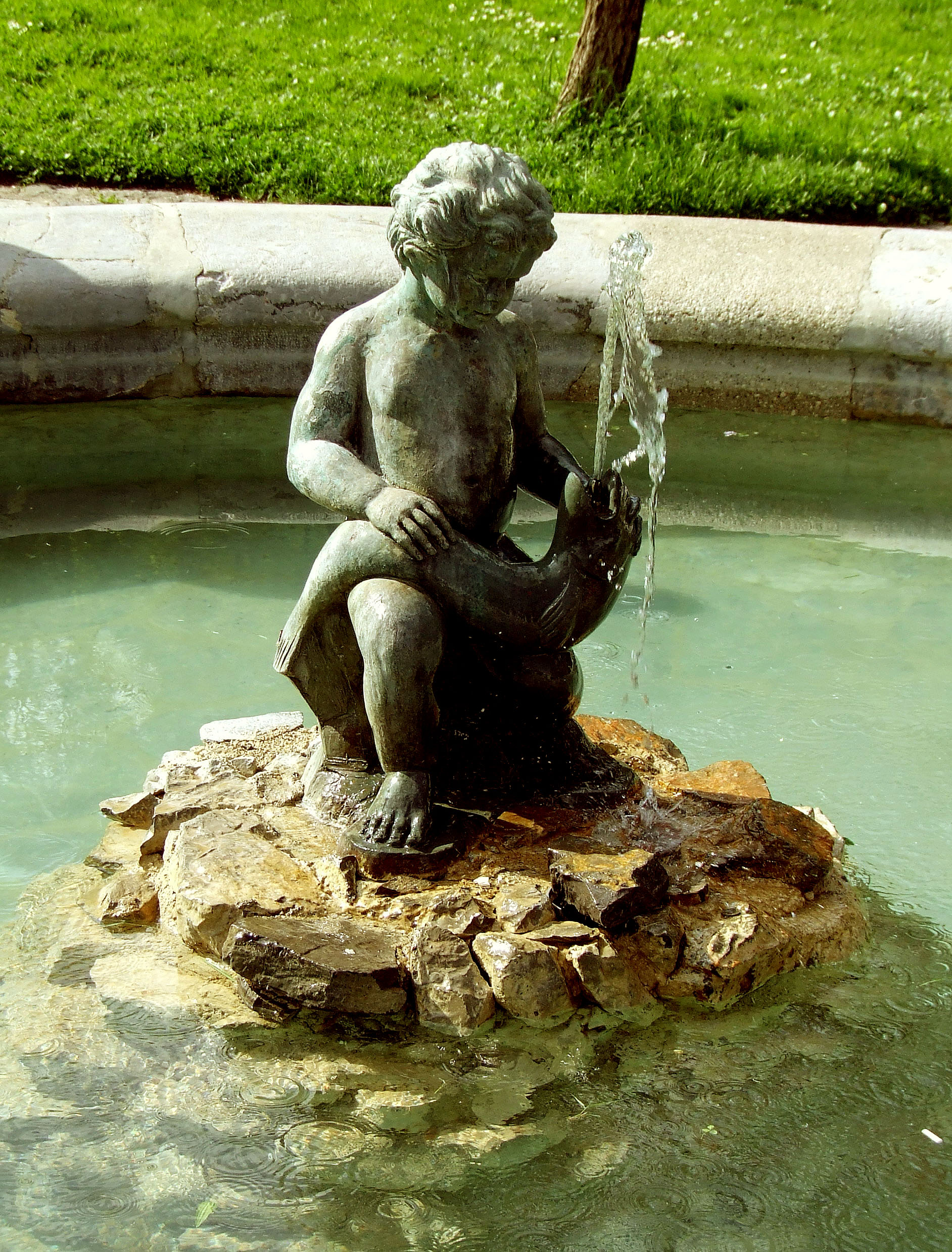
Pojke med ål, Tivoli park.

## Demografi
I Ljubljana bodde det 265 881 personer vid den senaste officiella folkräkningen, som genomfördes år 2002, varav 126 237 var män och 139 644 kvinnor.
- Medelålder: 40,37 år.
- Näringsliv:
  - Sysselsatta: 130 122
  - Arbetslösa: 14 243
  - Studenter: 13 256

Källa: Slovenska statistiska centralbyrån, 2002.

## Industri och företag
- NAMA (ett företag som bland annat säljer kläder, kosmetika och annat) har flera butiker och ett kontor i Ljubljana. Sloveniens nationella flygbolag, Adria Airways, har sitt huvudkontor i staden, liksom det nationella tågbolaget, Slovenske zeleznice.

## Sport
- NK Olimpija Ljubljana (2005)
- Anamarija Lampic

## Kultur
- Gallerier: Slovenska folkets galleri, SKUC, Galleriet Equrna, m.fl..
- Teatrar: Teater komedija.
- Opera: Opera.
- Museer: Nationalmuseum, Moderna museet, Ljubljanas stadsmuseum, Arkitekten Jože Plečniks hem, Plečnik-museet i Fužine, Slovenska naturhistoriska museet, Slovenska etnografiska museet, Tobaksmuseet, Sloveniens teknikmuseum.

Varje år genomförs över 10 000 kulturella evenemang i Ljubljana. Bland dessa finns tio internationella teater-, musik- och konstfestivaler. Ett stort antal musikevenemang hålls i staden, främst i genrerna klassisk musik och jazz, till exempel Ljubljanas sommarfestival (”Ljubljanski poletni festival”). Staden ligger mitt i navet för olika slovenska vinregioner och är också känd som ”vinstaden”. Vinstockar planterades på borgkullen redan av Emonas innevånare..
De gamla renoverade österrikisk-ungerska militärbarackerna i stadsdelen Metelkovo är ett center för alternativ kultur. Där finns mängder av klubbar och konserthallar i vilka, bland annat, alternativ rock spelas. Ett annat alternativt kulturcentrum ligger i Rogs gamla fabrikslokal. På 1980-talet blev Ljubljana centrum för Neue Slowenische Kunst som omfattade de industriella synt-grupperna Laibach och Borghesia, konstkollektivet IRWIN, teaterkollektivet Noordung, New Collective Studio för grafik och Department of Pure and Applied Philosophy, där filosofen Slavoj Žižek ingick. Neue Slowenische Kunst drev med totalitära system (underförstått de jugoslaviska kommunisterna) genom att förvränga och blanda politisk symbolik, bland annat från Nazityskland och kommunism, vilket chockerade och väckte stor uppmärksamhet i Jugoslavien. Inom ramen för Neue Slowenische Kunst skapades också en virtuell stat, med medborgarskap, pass och utländska ambassader, vilken föregick det självständiga Slovenien.

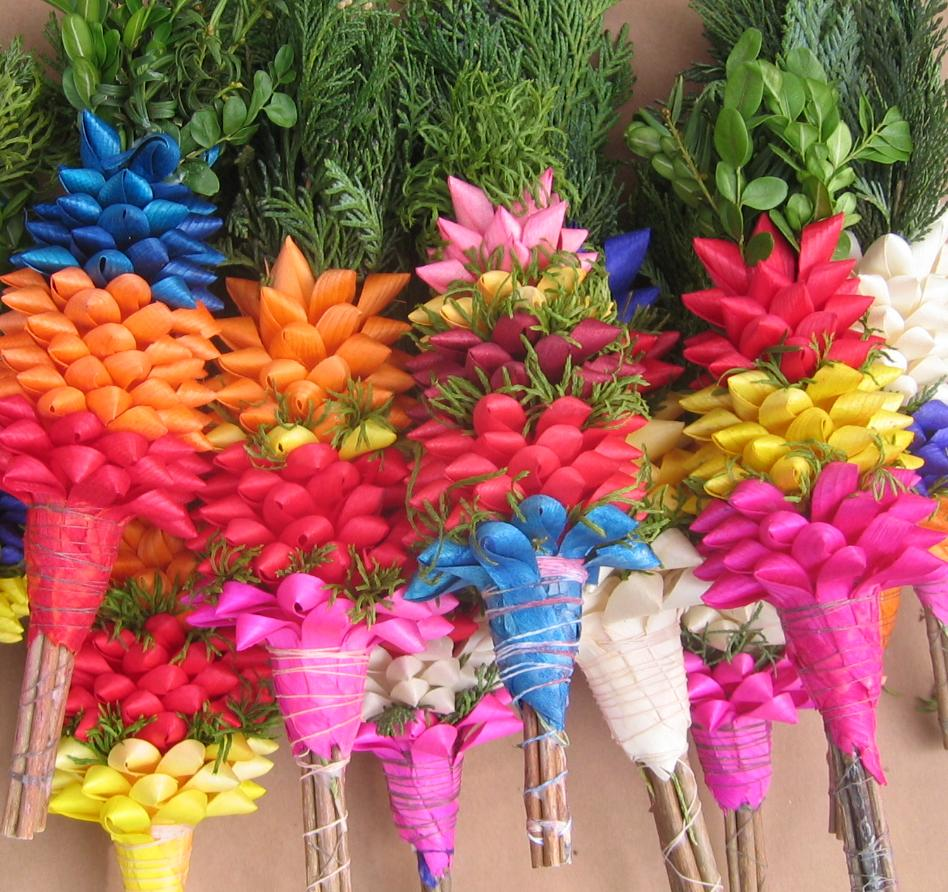
Folkkultur i Ljubljana. På palmsöndagen bär folk traditionsenligt smyckade stavar, s.k. butarice, till mässan.
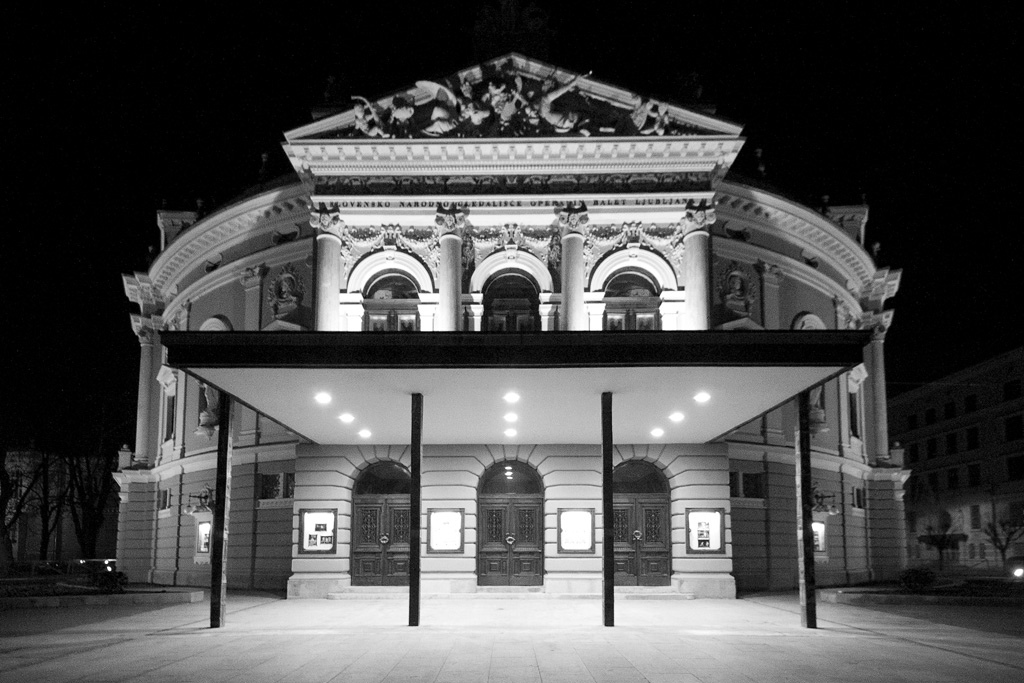
Operahuset. De första operorna uppfördes på 1600-talet i Ljubljana.

## Kommunikationer
Från Ljubljana utgår ett antal motorvägar som leder till delar av landet och vidare till grannländerna. Med bil från Ljubljana är det 136 km till Zagreb, 379 km till Wien, och 501 km till Milano.
Ljubljana Jože Pučniks flygplats ligger cirka 26 kilometer norr om staden, och är Sloveniens huvudflygplats. Under de senaste åren har flygtrafiken ökat och flygplatsen håller på att byggas om i olika steg. Antal passagerare var runt 1,4 miljoner år 2011. Inrikesflyg finns inte med tanke på de korta avstånden i landet.
Det går utrikeståg till München, till Wien, till Budapest och till Belgrad via Zagreb. Det finns inrikes regionaltåg till olika delar av landet. På Ljubljanas busstation, som ligger bredvid järnvägsstationen, finns linjer till bland annat Italien, Frankrike, Tyskland, Österrike, Kroatien, Bosnien-Hercegovina, Serbien, Danmark och Sverige.
Lokaltrafiken inom staden körs med bussar och bedrivs av bolaget L.P.P. Spårvagnar fanns inom staden mellan 1901 och 1958. Planer för att bygga ett nytt spårvagnslinjenät finns.
Cykeltrafiken i Ljubljana är omfattande. Sedan maj 2011 finns ett självservicesystem (”Bicikelj”) med cyklar som ljubljanabor och turister kan hyra på 31 stationer runt om i stadsområdes och som kan lämnas på någon av 600 parkeringsplatser. Under första året hyrdes dagligen runt 2 500 cyklar.

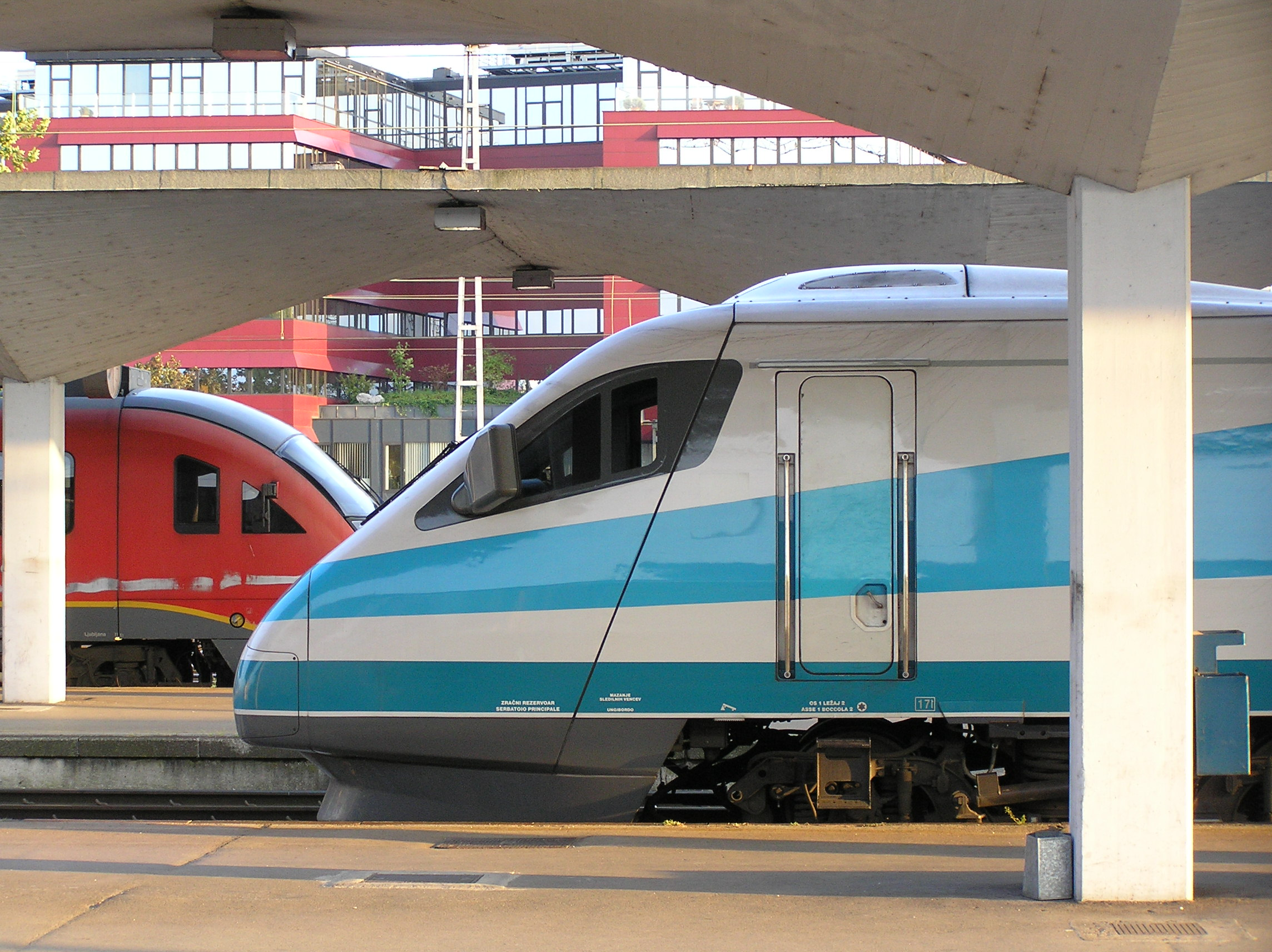
Lokal- (vänstra tåget) och regionaltåg (högra tåget) från slovenska järnvägsbolaget S.Ž.
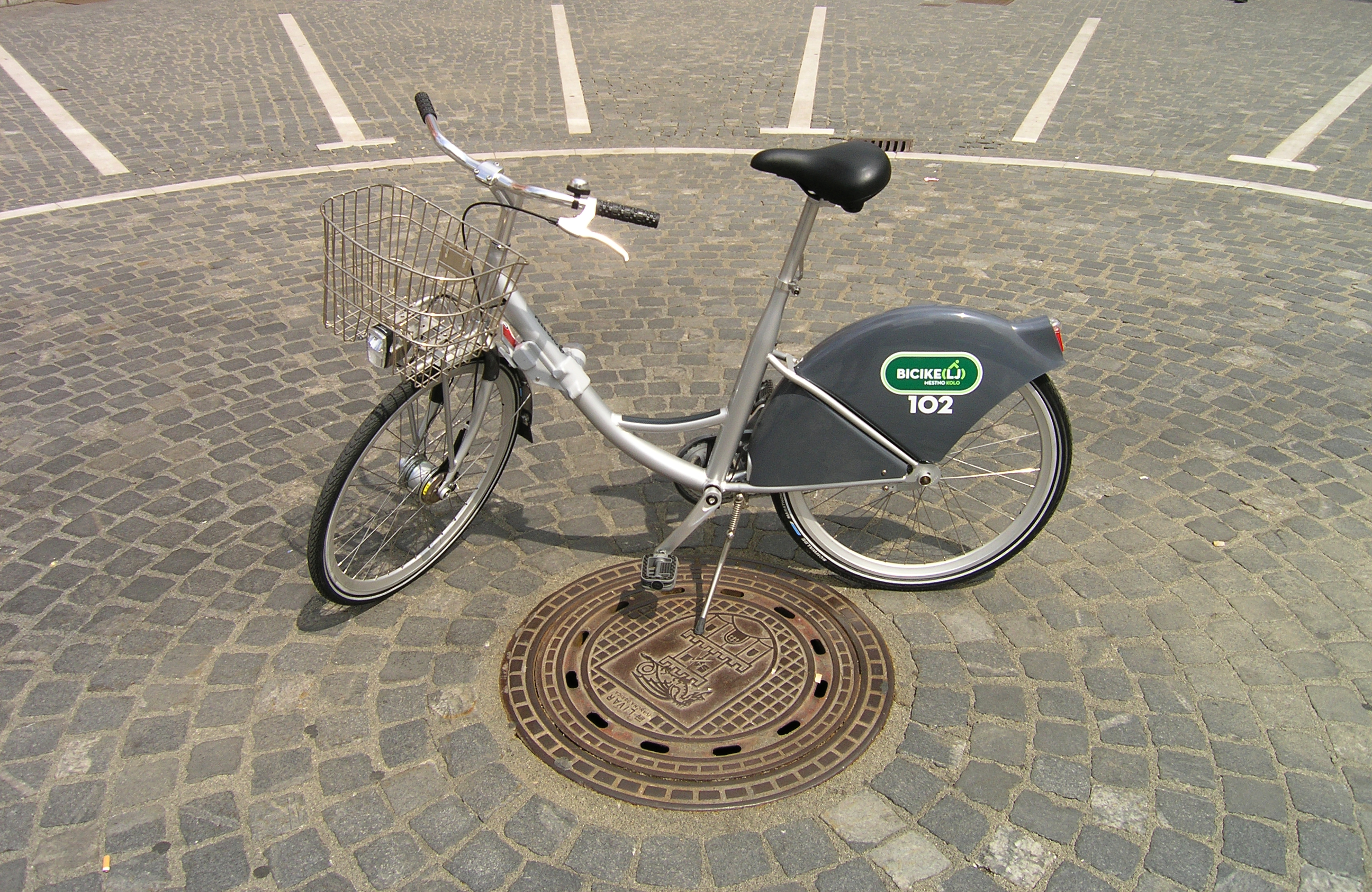
I Ljubljana finns en cykelpool med hyrcyklar på olika stationer i stadsrummet.

## Vänorter
- Pesaro och Parma, Italien
- Chemnitz, Leverkusen och Wiesbaden, Tyskland
- Bratislava, Slovakien
- Sousse, Tunisien
- Tbilisi, Georgien
- Mardin, Turkiet
- Rijeka, Kroatien
- Chengdu, Kina
- Wien, Österrike
- Aten, Grekland
- Moskva, Ryssland
- Zagreb, Kroatien
- Sarajevo, Bosnien-Hercegovina